# Elezioni generali in Liberia del 2011
Le elezioni generali in Liberia del 2011 si tennero l'11 ottobre (primo turno) e l'8 novembre (secondo turno) per l'elezione del Presidente e il rinnovo del Parlamento (Camera dei rappresentanti e Senato).
Il turno di ballottaggio delle elezioni presidenziali fu boicottato dallo sfidante Winston Tubman.

## Risultati

### Elezioni presidenziali
| Candidati             | Partiti                                        | I turno   | I turno | II turno | II turno |
| Candidati             | Partiti                                        | Voti      | %       | Voti     | %        |
| --------------------- | ---------------------------------------------- | --------- | ------- | -------- | -------- |
| Ellen Johnson Sirleaf | Partito dell'Unità                             | 530 020   | 43,93   | 607 618  | 90,71    |
| Winston Tubman        | Congresso per il Cambiamento Democratico       | 394 370   | 32,68   | 62 207   | 9,29     |
| Prince Johnson        | Unione Nazionale per il Progresso Democratico  | 139 786   | 11,58   |          |          |
| Charles Brumskine     | Partito della Libertà                          | 65 800    | 5,45    |          |          |
| Kennedy Sandy         | Partito della Trasformazione della Liberia     | 13 612    | 1,13    |          |          |
| Gladys Beyan          | Partito Democratico di Liberia                 | 12 740    | 1,06    |          |          |
| Togba-Nah Tipoteh     | Partito dell'Alleanza della Libertà di Liberia | 7 659     | 0,63    |          |          |
| Dew Mayson            | Coalizione Democratica Nazionale               | 5 819     | 0,48    |          |          |
| Manjerngie Ndebe      | Partito della Ricostruzione della Liberia      | 5 746     | 0,48    |          |          |
| Simeon Freeman        | Movimento per il Cambiamento Progressista      | 5 559     | 0,46    |          |          |
| Marcus Roland Jones   | Partito della Vittoria per il Cambiamento      | 5 305     | 0,44    |          |          |
| James Guseh           | Partito dell'Unificazione dei Cittadini        | 5 025     | 0,42    |          |          |
| Hananiah Zoe          | Partito della Liberia                          | 4 463     | 0,37    |          |          |
| Chea Cheapoo          | Partito Popolare Progressista                  | 4 085     | 0,34    |          |          |
| James Chelley         | Partito del Congresso Originale della Liberia  | 4 008     | 0,33    |          |          |
| Jonathan A Mason      | Unione dei Democratici Liberiani               | 2 645     | 0,22    |          |          |
| Totale                | Totale                                         | 1 206 642 | 100     | 669 825  | 100      |

### Elezioni parlamentari

#### Camera
| Liste                                               | Voti      | %     | Seggi |
| --------------------------------------------------- | --------- | ----- | ----- |
| Partito dell'Unità                                  | 226 291   | 19,02 | 24    |
| Congresso per il Cambiamento Democratico            | 163 592   | 13,75 | 11    |
| Partito della Libertà                               | 117 285   | 9,86  | 7     |
| Coalizione Democratica Nazionale (PPP-LPP-NDM-LERP) | 73 144    | 6,15  | 5     |
| Partito della Trasformazione della Liberia          | 57 734    | 4,85  | 1     |
| Unione Nazionale per il Progresso Democratico       | 50 010    | 4,20  | 6     |
| Partito Patriottico Nazionale                       | 42 420    | 3,56  | 3     |
| Movimento per il Cambiamento Progressista           | 30 205    | 2,54  | 2     |
| Alleanza per la Pace e la Democrazia                | 26 537    | 2,23  | 3     |
| Partito del Congresso Originale di Liberia          | 17 613    | 1,48  | –     |
| Partito Democratico Nazionale della Liberia         | 16 882    | 1,42  | –     |
| Unione dei Democratici Liberiani                    | 15 199    | 1,28  | –     |
| Partito del Destino della Liberia                   | 13 310    | 1,12  | –     |
| Partito della Vittoria per il Cambiamento           | 10 744    | 0,90  | –     |
| Partito della Riforma Nazionale                     | 9 813     | 0,82  | 1     |
| Altri                                               | 68 813    | 5,78  | –     |
| Indipendenti                                        | 250 412   | 21,04 | 9     |
| Totale                                              | 1 190 004 | 100   | 73    |

#### Senato
| Liste                                               | Voti      | %     | Seggi |
| --------------------------------------------------- | --------- | ----- | ----- |
| Congresso per il Cambiamento Democratico            | 259 161   | 21,67 | 2     |
| Partito dell'Unità                                  | 164 851   | 13,78 | 4     |
| Partito della Libertà                               | 134 357   | 11,23 | –     |
| Partito Patriottico Nazionale                       | 70 260    | 5,87  | 4     |
| Unione Nazionale per il Progresso Democratico       | 51 494    | 4,30  | 1     |
| Partito della Trasformazione della Liberia          | 48 180    | 4,03  | –     |
| Coalizione Democratica Nazionale (PPP-LPP-NDM-LERP) | 41 717    | 3,49  | 1     |
| Alleanza per la Pace e la Democrazia                | 29 777    | 2,49  | 1     |
| Partito del Destino della Liberia                   | 19 993    | 1,67  | 1     |
| Movimento per il Cambiamento Progressista           | 18 098    | 1,51  | –     |
| Unione dei Democratici Liberiani                    | 9 834     | 0,82  | –     |
| Altri                                               | 21 481    | 1,80  | –     |
| Indipendenti                                        | 317 265   | 26,52 | 1     |
| Totale                                              | 1 196 213 | 100   | 15    |